# Andrea da Firenze

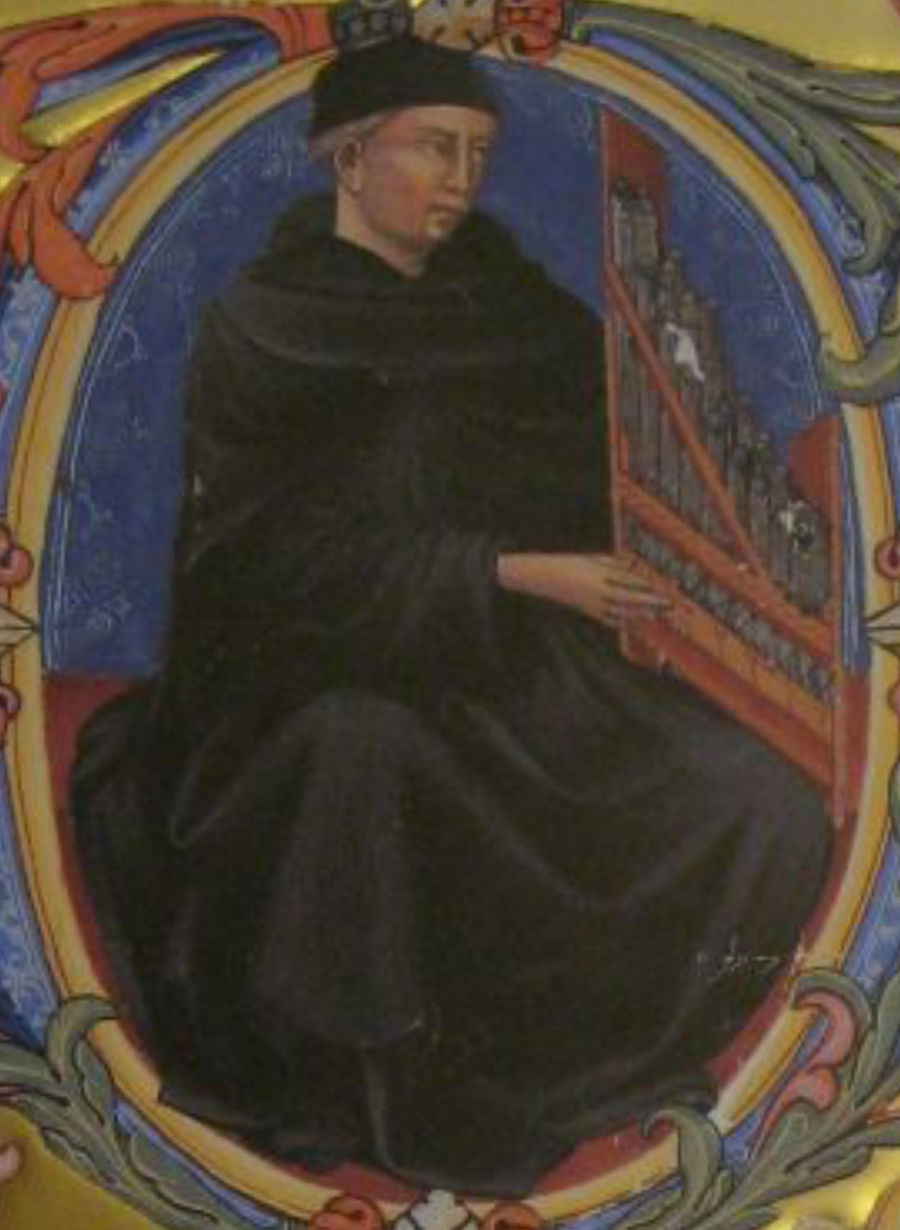
Porträt aus dem Codex Squarcialupi

Andrea  da Firenze oder auch Andreas da Florentia (* ca. 1350; † 1415 in Florenz) war ein Florentiner Komponist und Organist des späten Mittelalters.
1375 trat Andrea ins Florentiner Kloster Santissima Annunziata ein, wo er bald Organist wurde. Wiederholt ist er dort als Prior nachgewiesen, später Vikar und in den Jahren 1407 bis 1410 schließlich Oberhaupt der toskanischen Serviten. 1378 wurde Andrea Mitglied der Camera Florentina, zu deren Schatzkanzler er mehrfach gewählt wurde.
Zusammen mit Francesco Landini und Paolo da Firenze war er ein führender Repräsentant der Ars Nova bzw. des Trecento. Quelle für seine weltlichen Balladen ist der Squarcialupi-Codex.